# Connarus williamsii
Connarus williamsii är en tvåhjärtbladig växtart som beskrevs av Nathaniel Lord Britton. Connarus williamsii ingår i släktet Connarus och familjen Connaraceae. Utöver nominatformen finns också underarten C. w. allenii.